# Răsmirești
Răsmirești es una comuna ubicada en el distrito de Teleorman, Rumania.

## Superficie
Posee una superficie de 30,93 kilómetros cuadrados.

## Demografía
Hasta 2021 la población era de 887 habitantes, con una densidad de población de 28,68 habitantes por kilómetro cuadrado.